# 2018年6月逝世人物列表
2018年逝世人物列表：1月 - 2月 - 3月 - 4月 - 5月 - 6月 - 7月 - 8月 - 9月 - 10月 - 11月 - 12月
2018年6月逝世人物列表，是用於匯總2018年6月期間逝世人物的列表。

## 依日期排序

### 30日
- 邁克·海德曼（英语：Mike Heideman），70歲，美國籃球教練（綠灣鳳凰（英语：Green Bay Phoenix men's basketball）），死於癌症。[1]
- 約翰·J·雅各布森（英语：Johan J. Jakobsen），81歲，挪威政治人物，前中间党主席、運輸部（英语：Minister of Transport and Communications (Norway)）及地方政府部部長（英语：Minister of Local Government and Modernisation (Norway)）。[2]
- 吸煙道格（英语：Smoke Dawg），21歲，加拿大饒舌歌手，被槍殺。[3]
- 徐敏霞，83岁，中华书局原综合编辑室副编审，傅璇琮遗孀。[4]

### 29日
- 阿尔维德·卡尔森（瑞典語：Arvid Carlsson），95歲，瑞典醫學家，2000年诺贝尔生理学或医学奖得主。[5]
- 麥特·卡普特利（英语：Matt Cappotelli），38歲，美國職業摔角手。[6]
- 尚塔爾·加里格斯（英语：Chantal Garrigues），73歲，法國女演員。[7]
- 莉莉安·蒙特维奇（英语：Liliane Montevecchi），85歲，法國和義大利演員。[8]
- 勞倫斯·龍東（英语：Lawrence Rondon），68歲，千里達及托巴哥足球運動員。[9]
- 張拓蕪，89歲，臺灣作家，代表作《代馬輸卒手記》。[10][11]
- 艾维仁，86歲，原中國辽宁省沈阳军区副政治委员兼纪律检查委员会书记。[12]
- 史蒂夫·迪特科（英語：Steve Ditko），90歲，美國漫畫家。（屍體發現日）[13]
- 陈全德，86岁，中国水泥学家，北京工业大学教授。[14]
- 伍贻经，88岁，中国病理生理学家和医学教育家，原北京医科大学教授。[15]
- 赵碧璇，80岁，中央音乐学院教授，原声乐歌剧系声乐艺术指导。[16]

### 28日
- 戈兰·布涅夫切维奇，45歲，塞爾維亞足球運動員，死於中風。[17]
- 陳宏育，62歲，台灣企業家，巨陞企業有限公司董事長。與妻范錦美在花蓮縣中橫公路駕車時墜崖身亡。（遺體發現日期）[18]
- 薩瑞克·塔拉（英语：Şarık Tara），88歲，土耳其實業家。[19]
- 張大誠，77歲，中國国家体育总局直属机关党委原副书记。[20]

### 27日
- 哈兰·艾里森（英語：Harlan Ellison），84歲，美國科幻小說家。[21]
- 拉斐爾·法里古（英语：Raffaele Farigu），84歲，意大利政治人物，前众议院議員。[22]
- 约瑟夫·杰克逊（英語：Joseph Jackson），89歲，美國音乐世家，已故歌手迈克尔·杰克逊暨多座葛萊美獎得主珍娜·杰克逊之父，死於胰腺癌。[23]
- 威廉·麥克布賴德（英语：William McBride (doctor)），91歲，澳洲醫生，於1961年首先提出孕婦服用沙利竇邁可能導致胎兒海豹肢症。[24]
- 崔燉雄（朝鲜语：최돈웅），83歲，韓國政治人物，前韓國國會江陵市與溟州郡議員（朝鲜语：강릉시의 국회의원）。[25]
- 周素英，74歲，馬來西亞華社研究中心名譽主席。[26]
- 傅兆林，87歲，台灣土木工程師，曾任職於台灣省政府建設廳。現任花蓮縣長傅崐萁的父親。[27]
- 王文岐，87岁，中国官员，原喀什地委委员、秘书长。[28]
- 馬場有（日語：馬場有），69歲，日本地方政治人物，福島縣雙葉郡浪江町町長。死於胃癌。[29]

### 26日
- 哈羅德·戴維斯（英语：Harold Davis (footballer)），85歲，蘇格蘭足球運動員（流浪者）及經理人。[30]
- 安德烈·德門季耶夫（英语：Andrey Dementyev (poet)），89歲，俄羅斯詩人。[31]
- 亨利·南菲（法語：Henri Namphy），85歲，海地軍官和政治人物，前總統，死於癌症。[32]
- 名和宏（日语：名和宏），本名與繩章，85岁，日本演员。曾演出經典電視劇《水戶黃門》。死於急性腎衰竭。[33]
- 程仲达，84岁，中国官员，鸡西市人大常委会原主任。[34]

### 25日
- 保羅·傑林-拉喬（英语：Paul Gérin-Lajoie），98歲，加拿大律師和政治人物，前魁北克省議會議員。[35]
- 大衛·戈德布拉特（英语：David Goldblatt），87歲，南非攝影師。[36]
- 理查·本傑明·哈里森（英语：Richard Benjamin Harrison），77歲，美國綜藝節目《當鋪之星（英语：Pawn Stars）》的當鋪老闆之一。[37]
- 安德烈·蘇其林（俄語：Андрея Сучилина），58歲，俄羅斯搖滾音樂家，死於細胞漸進性壞死（英语：Necrobiosis）引致多重器官衰竭。[38][39]

### 24日
- 張戴佑（英語：Darryl Norman Johnson），80歲，美國外交官，曾任駐泰國大使及美國在台協會台北辦事處處長等職。[40]
- 克西馬拉·阿爾法羅（英语：Xiomara Alfaro），88歲，古巴歌劇歌手。[41]
- 弗朗切斯科·弗里奧（英语：Francesco Forleo），76歲，意大利政治人物，前众议院議員，死於癡呆症。[42]
- 陳有漢，84岁，泰國盤谷銀行董事長。[43]
- 岡本顯一郎（日語：岡本 顕一郎、網名：Hagex），41歲，日本IT、資安部落客，被殺。[44][45]
- 杨天贵，97岁，原西南石油学院副院长。[46]

### 23日
- 金鍾泌（韓語：김종필），92歲，韓國政治人物，前國務總理。[47]
- 文怀沙，108岁，中國书画家、红学家、中医学家、金石学家、国学大师、吟咏大师、号称“新中国楚辞研究第一人”。[48]
- 唐仲英，88岁，美国华裔企业家和慈善家，唐氏工业集团董事长。[49]
- 道格拉斯·雷（英语：Douglas Rae (businessman)），87歲，蘇格蘭商人。[50]
- 潘辉梨，84岁，越南历史学家。[51]
- 阿爾貝托·福利洛（英语：Alberto Fouilloux），77歲，智利足球運動員（智利國家隊）。[52]
- 唐锟，35岁，中国足协青岛籍国家级裁判员，死於心肌梗塞。[53]

### 22日
- 史蒂夫·孔多斯（英语：Steve Condous），82歲，澳洲政治人物，前阿德萊德市市長（英语：List of mayors and lord mayors of Adelaide）和南澳州立法會（英语：South Australian House of Assembly）議員。[54]
- 文尼·保羅（英语：Vinnie Paul），54歲，美國重金屬樂團潘朵拉合唱團的鼓手。死於冠狀動脈疾病和心肌症。[55]
- 涅尔什·雷热，95歲，匈牙利政治人物，前財政部部長（英语：Minister of Finance (Hungary)）、匈牙利社会主义工人党主席。[56]
- 李辉，89岁，曾任中國杭州海关副关长。[57]
- 王明哲，88岁，中央档案馆原馆长。[58]
- 金鐘，56岁，湖南南舫律师事务所律师，被杀。[59]

### 21日
- 威廉·阿克爾（英语：William Acker），90歲，美國法官。[60]
- 格里戈里·巴倫布拉特（英语：Grigory Barenblatt），90歲，俄羅斯數學家。.[61]
- 柯翰默（英语：Charles Krauthammer），68歲，美國政治評論家，《華盛頓郵報》專欄作家。死於小腸癌。[62]
- 奥德日赫·克拉尔（捷克語：Oldřich Král，中文名：王和达），87歲，捷克的汉学家、文学家、翻译家，病逝。[63]

### 20日
- 吳啟賓，80歲，台灣法學學者，前中華民國最高法院院長。[64]
- 胡炜，97岁，原中国人民解放军副总参谋长兼军委办公厅主任。[65]
- 桑德·卡尼亞迪（英语：Sándor Kányádi），89歲，匈牙利詩人和翻譯家。[66]
- 彼得·湯姆森（英语：Peter Thomson (golfer)），88歲，澳洲高爾夫球運動員，五屆英国高尔夫球公开赛冠軍（1954年（英语：1954 Open Championship）、1955年（英语：1955 Open Championship）、1956年（英语：1956 Open Championship）、1958年（英语：1958 Open Championship）、1965年（英语：1965 Open Championship）），死於柏金遜症。[67]
- 黃國輔，56歲，馬來西亞籍歌手柯以敏的丈夫，死於腎衰竭。[68]
- 大衛·比安科（英语：David Bianco (producer)），64歲，美國葛萊美獲獎音樂製作人。死於中風。[69]

### 19日
- 伊丽莎白公主（丹麥語：Prinsesse Elisabeth），83歲，丹麥公主，玛格丽特二世女王的堂姊。[70]
- 伊万·德拉奇（烏克蘭語：Іва́н Драч），81歲，烏克蘭詩人、編劇和政治活動家。[71]
- 弗蘭克·維克里（英语：Frank Vickery），67歲，威爾斯劇作家。[72]

### 18日
- 里昂·懷特（英語：Leon White），63歲，美國職業摔角選手。[73]
- 赫尔曼·格拉瑟（德語：Hermann Glaser），89歲，德国文化历史学家。
- 保羅·格拉茨克（英语：Paul Gratzik），82歲，德國作家。[74]
- 克勞德·拉姆齊（英语：Claude Ramsey），75歲，美國政治人物，前田納西州州長助理及田納西州眾議院（英语：Tennessee House of Representatives）議員。[75]
- XXXTentacion，20歲，本名賈西·德韋恩·里卡多·昂弗萊（Jahseh Dwayne Ricardo Onfroy），美國饒舌歌手和詞曲作家，槍擊身亡。[76]
- 加藤剛（日語：加藤 剛），80歲，日本演員。死於膽囊癌。[77]
- 吉米·沃波（英語：Jimmy Wopo），21歲，美國饒舌歌手，槍擊身亡。[78]

### 17日
- 赵南起（韓語：조남기），91岁，中國朝鮮族政治軍事人物，曾任中国人民政治协商会议第九届全国委员会副主席等職。[79]
- 約翰·布萊尼（英语：John Blayney），93歲，愛爾蘭法官和橄欖球球員。[80]
- 艾勤賢（英語：Kevin Egan），70歲，來自澳洲的香港執業大律師。曾任負責處理香港廉政公署案件的律政署副首席檢控官。死於食道癌。[81]
- 金台豪（朝鲜语：김태호 (희극인)），51歲，韓國喜劇演員。[82]
- 安德烈·伊万諾維奇·斯捷潘諾夫（英语：Andrei Ivanovich Stepanov），88歲，蘇聯出生的俄羅斯外交官和作家。[83]
- 奧波拉（Ouk Phalla），39歲，柬埔寨親王妃，諾羅敦·拉那烈親王（Norodom Ranariddh）之妻子。死於交通意外。[84]
- 林翠蓉，112歲，馬來西亞馬六甲州最高齡人瑞。[85]
- 余飘，89岁，中国文艺理论家，中国人民大学文学院教授。[86]
- 王庆广，84岁，中国体育人物，正定乒乓球训练基地原主任。[87]

### 16日
- 瑪麗亞·何塞·阿爾孔（英语：María José Alcón），57歲，西班牙法學家和政治人物，前瓦倫西亞市議員，陽台墜落身亡。[88]
- 馬丁·布雷曼（英语：Martin Bregman），92歲，美國製片人，死於腦出血。[89]
- 第四代斯特拉斯科納和皇家山勳爵（英语：Euan Howard, 4th Baron Strathcona and Mount Royal），94歲，英國政治人物，前英國上議院議員。[90]
- 張遇晴，24歲，中國大陸雲南省昆明市民族歌舞劇院演員。被殺。（遺體發現日）[91][92]
- 阿爾弗雷德·艾伯茨（德語：Alfred W.Alberts），87歲，美國生物化學家，「第二種他汀類分子lovastatin（洛伐他汀）」的發現者。[93][94]
- 洪漢義，70歲，前香港黑幫老大、離世前於非洲坦桑尼亞傳道，死於癌症。[95][96]
- 杜昭，97岁，原浙江医科大学妇女保健院总支部副书记、党委副书记。[97]
- 根纳季·罗日杰斯特文斯基（俄語：Геннадий Рождественский），88岁，苏联/俄罗斯指挥家。[98]

### 15日
- 萊斯利·格蘭瑟姆（英语：Leslie Grantham），71歲，英國演員（《东区人》、《博涯監獄（英语：Fort Boyard (TV series)）》、《天堂俱樂部（英语：The Paradise Club）》），出道前曾因謀殺罪在囚10年。[99]
- 諾祖·楚·古滕貝格（英语：Enoch zu Guttenberg），71歲，德國指揮家。[100]
- 黎全恩，81歲，加拿大華僑華人移民史學家、唐人街（移民史）歷史教授、前維多莉亞大學(Uvic)教授。[101][102]
- 张斌，85岁，中国官员，巴音郭楞蒙古自治州政协原副主席。[103]
- 「吉他」麥特·墨菲（英语：Matt "Guitar" Murphy），88歲，非裔美國藍調吉他手。心臟病發作病逝。[104]

### 14日
- 舒賈特·布哈里（英语：Shujaat Bukhari），50歲，印度記者，中槍。[105]
- 野邊大地（日語：野辺 大地），21歲，日本演員，曾參與電視劇《假面騎士Build》（仮面ライダービルド）演出，訓練意外死亡。[106]
- 納茲林·哈山（英語：Nazsrin Hassan），45歲，馬來西亞投資企業家，搖籃基金公司（Cradle Fund Sdn Bhd）行政總裁。家中智慧手機充電，意外引發火災致身亡。[107]
- 林容生，年齡不詳，台灣瓦斯行老闆，921大地震義消，「咪咪喵」作者，病逝。[108]
- 毛拉法茲盧拉，44歲，巴基斯坦塔利班运动首領，遭美軍無人機攻擊致死。[109]
- 瑪麗·K·謝爾（英语：Mary K. Shell），91歲，美國記者與政治人物，前贝克斯菲尔德市長（英语：Mayor of Bakersfield, California）。[110]

### 13日
- 呂道南（義大利語：Fr. Antonio Didone），84歲，義大利籍醫師、天主教靈醫會神父，曾任羅東聖母醫院院長。[111]
- D·J·豐塔納（英语：D. J. Fontana），87歲，美國搖滾鼓手，埃爾維斯·皮禮士利的伴奏鼓手，於2009年以伴奏者身分入選摇滚名人堂。[112]
- 羅里·基利（英语：Rory Kiely），84歲，愛爾蘭政治人物，前愛爾蘭參議院愛爾蘭參議院（英语：Cathaoirleach）。[113]

### 12日
- 赫莉娜·杜尼兹-尼文斯卡（英语：Helena Dunicz-Niwińska），102歲，波蘭小提琴手、翻譯家和作家。[114]
- 安東尼奧·卡洛斯·康德·雷斯（英语：Antônio Carlos Konder Reis），94歲，巴西政治人物，前联邦参议院與众议院議員、圣卡塔琳娜州州長。[115]
- 管建华，65歲，中國大陸音乐学者，南京艺术学院教授、音乐学研究所所长。[116]
- 葛峰，45岁，中国官员，哈尔滨市双城区水务局副局长，坠亡。[117]

### 11日
- 諾瑪·貝索特（英语：Norma Bessouet），77歲，阿根廷藝術家。[118]
- 羅洛·戈雷斯（英语：Roilo Golez），71歲，菲律賓政治人物，前郵政局長（英语：Philippine Postal Corporation）及國家安全委員會（英语：National Security Council (Philippines)）顧問，心臟病[119]
- 李强，中国官员，安徽淮北市总工会原副主席、文化旅游体育委员会原主任，市粮食局调研员，坠亡。[120]

### 10日
- 伊尼戈·德·阿尔泰阿加-马丁（西班牙语：Íñigo de Arteaga y Martín），76歲，西班牙貴族（英凡塔多公爵）。[121]
- 拉斯·基莫諾（英语：Ras Kimono），60歲，尼日利亞雷鬼音樂人。[122]
- 陈绮玲，81岁，中国官员，甘肃省第九届人民代表大会常务委员会副主任、省政府原副省长.[123]

### 9日
- 林堉璘，81歲，台灣企業家、宏泰建設創辦人。[124]
- 张军钊，65岁，中國电影导演。[125]
- 莫家让，88岁，原广西农学院副院长。[126]
- 崔永道（朝鲜语：최영도 (1938년)），79歲，韓國法官。[127]
- 默里·弗羅姆森（英语：Murray Fromson），88歲，美國記者（CBS新聞）及教授（南加州大学），死於腦退化症。[128]
- 桑塔蘭·奈克（英语：Shantaram Naik），72歲，印度政治人物，前联邦院議員，死於心臟病。[129]

### 8日
- 佩爾·阿爾馬克（英语：Per Ahlmark），79歲，瑞典政治人物，前瑞典副首相（英语：Deputy Prime Minister of Sweden）、自由黨黨魁。[130]
- 安東尼·波登（英語：Anthony Bourdain），61岁，美国厨师、作家、电视节目主持人。自杀。[131]
- 玛丽亚·布埃诺（葡萄牙語：Maria Bueno），78歲，巴西職業網球選手，曾獲三屆溫網以及四屆美網女單冠軍。死於口腔癌。[132]
- 尤尼斯·蓋森，90歲，英國演員，詹姆斯·邦德系列电影的第一位龐德女郎。[133]
- 劉以鬯，99歲，香港作家。[134]
- 傑克森·奧德爾（英語：Jackson Odell），20歲，美國演員，知名作品如電視劇《摩登家庭》。[135]
- 吉諾·桑特科爾（英语：Gino Santercole），77歲，意大利創作歌手，死於心臟病。[136]
- 钱康年，82岁，中国药学会理事，湖南省药学会原副理事长，中南大学湘雅医院原药剂科主任、主任药师。[137]
- 丹尼·基爾文（英语：Danny Kirwan），68歲，英國藍調搖滾吉他手，曾為樂團佛利伍麥克的成員。[138]

### 7日
- 拉薩爾·布·帕列霍（英语：Rasul Bux Palejo）（88歲），巴基斯坦政治人物、學者和作家，人民運動黨（英语：Awami Tahreek）創立人。[139]
- 大衛·道格拉斯·鄧肯（英语：David Douglas Duncan），102歲，美國攝影記者。[140]
- 傅达仁，85岁，台湾主持人、体育主播，協助自殺。[141]
- 彼得·斯特連費洛（英语：Peter Stringfellow），77歲，英國企業家、旗下的夜店第一個取得合法脫衣舞表演執照。[142]
- 姚保钱，93岁，中国军人，原陆军第24军军长。[143]
- 王子波，96岁，原南京军区副司令员。[144]
- 陈国灿，84岁，中国敦煌吐鲁番学专家及中国中古史专家，武汉大学历史学院暨中国三至九世纪研究所教授。[145]

### 6日
- 霍韜晦，78歲，香港哲學家、教育家。[146]
- 蒂納斯·博塞爾拉爾（英语：Tinus Bosselaar），82歲，荷蘭足球員（鹿特丹斯巴達、飛燕諾、荷蘭國家隊）。[147]
- 大衛·麥克法登（英语：David McFadden (poet)），77歲，加拿大詩人和旅行作家。[148]
- 里沃威爾遜勳爵夫人（英语：Mary Wilson, Baroness Wilson of Rievaulx），102歲，英國詩人，已故兩任英國首相里沃威爾遜勳爵（1964年－1970年和1974年－1976年在任）的遺孀，死於中風。[149]
- 雷·貝利薩里奧（英語：Ray Bellisario），82歲，英國攝影記者，堪稱第一代「狗仔隊」，拍攝英國皇室非官方照片長達20年。[150]
- 伊內斯·索雷吉耶塔（葡萄牙語：Inés Zorreguieta），33歲，阿根廷總統辦公室社會政策科心理學家。荷蘭皇后馬克西瑪最小的妹妹。自殺。（遺體發現日期）[151]
- 杨沐，72岁，中国经济学家，华南理工大学公共政策研究院执行院长。[152]

### 5日
- 馮定國，67歲，台灣政治人物，台中縣前親民黨立法委員、倒扁運動副總指揮。死於心肌梗塞。[153]
- 皮爾·卡尼蒂（英语：Pierre Carniti），81歲，意大利工會商人及政治人物，前共和国参议院議員。[154]
- 何婉琪，95歲，澳門何東家族後人，賭王何鴻燊胞妹，人稱「十姑娘」。病逝。[155]
- A·J·霍洛韋（英语：A. J. Holloway），79歲，美國政治人物，前密西西比州比洛克西市長（英语：List of mayors of Biloxi, Mississippi）。[156]
- 凯特·丝蓓（英語：Kate Spade），55岁，美国时装设计师。品牌『凯特·丝蓓』創辦人。上吊自殺。[157]
- 劉昌平，96歲，台灣新聞界人物，《聯合報》共同創辦人、報系副董事長。[158][159]
- 刘爱平，47岁，中国教育人物，赣州四中校长、党委书记，江西省特级教师，坠亡。[160]
- 徐毓，44岁，万达商业管理集团南京万达茂分公司总经理，坠亡。[161]
- 超克图纳仁，93岁，中国作家，中国作家协会会员，内蒙古戏剧家协会原副主席、秘书长。[162]

### 4日
- 傑弗里·科伊（英语：Jeffrey Coy），66歲，美國政治人物，前宾夕法尼亚州众议院議員。[163]
- 吉爾伯特·特勞施（英语：Gilbert Trausch），86歲，盧森堡歷史學家。[164]
- 林恩淑（韓語：임은숙），43歲，韓國女歌手，90年代女團SeSeSe成員。死於乳癌。[165]
- 陈泽民，100岁，中国基督教人物，金陵协和神学院原副院长，中国基督教协会原副会长。[166]
- 賈拉·曼瑟·納爾丁（英语：Jalal Mansur Nuriddin），73歲，非裔美國詩人與嘻哈音樂先鋒，嘻哈組合The Last Poets（英语：The Last Poets）的成員。癌症病逝。[167]

### 3日
- 道格·奧特曼（英语：Doug Altman），69歲，英國統計學家，死於腸癌。[168]
- 弗蘭克·卡魯奇，88歲，美國政治人物，曾任國防部長、美台商會主席等職。[169]
- 米格爾·奧萬多·布拉沃（西班牙語：Miguel Obando y Bravo），92歲，尼加拉瓜天主教樞機主教。[170]
- 馬里奧·托羅斯（英语：Mario Toros），95歲，意大利政治人物，前众议院和共和国参议院議員。[171]
- 黃文君，51歲，台灣政治人物，時任南投縣議員。死於胰臟癌。[172]
- 易润堂，88岁，新加坡政府第一代阁员之一，曾任女皇镇议员、劳工部长等职。[173]
- 张刘华，43岁，中国官员，江苏南通市通州区纪委副书记，自缢而死。[174]
- 克拉倫斯·方頓（英語：Clarence Fountain），88歲，美國靈魂樂合唱組合阿拉巴马盲童的創始人與領唱。死於糖尿病。[175]

### 2日
- 阿爾瓦羅·拉普埃爾（英语：Álvaro Lapuerta），90歲，西班牙政治人物及起訴人，前西班牙人議會（英语：Cortes Españolas）及西班牙眾議院議員，死於腦退化症併發症。[176]
- 羅傑·A·麥迪根（英语：Roger A. Madigan），75歲，美國政治人物，前宾夕法尼亚州众议院及参议院議員。[177]

### 1日
- 威廉·艾華·菲普斯（英语：William Edward Phipps），96歲，美國演員兼製片人，肺癌。[178]
- 讓-克勞德·布拉德（法语：Jean-Claude Boulard），75歲，法國政治人物，前勒芒市長、参议院與國民議會議員。[179]
- 吉安卡洛·吉拉爾迪（英语：Giancarlo Ghirardi），82歲，意大利物理學家，死於心臟病。[180]
- 约翰·朱利叶斯·诺威奇，88歲，英國歷史學家，作家和電視名人。[181]
- 希南·薩克奇，61歲，塞爾維亞歌手。[182]
- 鄭罕池，89歲，台灣農民，1960年代從美國引進愛文芒果樹苗，被譽為「愛文芒果之父」。[183]
- 簡達華，61歲，香港演員。死於腦癌。[184]
- 林玉英，58歲，台灣阿美族歌手。[185][186]
- 甘子玉，88歲，原中國国家计划委员会党组副书记、副主任。[187]